# Liangshan Shuiku
Liangshan Shuiku (kinesiska: 梁山水库) är en reservoar i Kina. Den ligger i provinsen Fujian, i den sydöstra delen av landet, omkring 290 kilometer sydväst om provinshuvudstaden Fuzhou. Liangshan Shuiku ligger 296 meter över havet. Arean är 0,55 kvadratkilometer. I omgivningarna runt Liangshan Shuiku växer huvudsakligen savannskog. Den sträcker sig 1,7 kilometer i nord-sydlig riktning, och 1,1 kilometer i öst-västlig riktning.
Genomsnittlig årsnederbörd är 1 466 millimeter. Den regnigaste månaden är maj, med i genomsnitt 293 mm nederbörd, och den torraste är oktober, med 16 mm nederbörd.